# Siechhaus (Dinkelsbühl)
Siechhaus ist eine Wüstung auf dem Gemeindegebiet der Großen Kreisstadt Dinkelsbühl im Landkreis Ansbach (Mittelfranken, Bayern).

## Geografie
Die Einöde lag auf einer Höhe von 441 m ü. NHN am rechten Ufer der Wörnitz unmittelbar südöstlich von Dinkelsbühl.

## Geschichte
Der Ort wurde in der Stiftungsurkunde eines Sifrid Berlin erstmals erwähnt („sant Leonhards kirchen außerhalb der statt bey sundersiechen gelegen“). Das Siechenhaus befand sich in unmittelbarer Nachbarschaft zur Leonhardskapelle, die seit 1530 die Friedhofskirche der Stadt Dinkelsbühl ist.
Siechhaus lag im Fraischbezirk der Reichsstadt Dinkelsbühl. Das Anwesen hatte die Siechenpflege der Reichsstadt Dinkelsbühl als Grundherrn. 1634 wurde im Dreißigjährigen Krieg die Kirche samt dem Siechenhaus von den schwedischen Besatzern zerstört. Gegen Ende des 18. Jahrhunderts bestand der Ort aus zwei Anwesen. Bei der Vergabe der Hausnummern Anfang des 19. Jahrhunderts erhielten diese die Nummern 750 und 772. Im Jahr 1809 wurde Siechhaus infolge des Gemeindeedikts dem Steuerdistrikt und der Munizipalgemeinde Dinkelsbühl zugeordnet.

## Einwohnerentwicklung
| Jahr      | 001836 | 001840 | 001852 | 001871 | 001885 |
| Einwohner | 4      | 2      | 2      | 4      | 3      |
| Häuser    | 1      | 1      | 1      |        | 1      |
| Quelle    | [ 6 ]  | [ 7 ]  | [ 8 ]  | [ 9 ]  | [ 10 ] |